# Richard May
Richard May (Londen, 12 november 1938 - Oxfordshire, 1 juli 2004) was een Brits jurist. Hij begon zijn loopbaan als advocaat en officier van justitie en was van 1987 tot 1997 beroepsrechter. Daarna werd hij benoemd tot rechter van het Joegoslaviëtribunaal en was hij onder meer voorzittend rechter tijdens het proces tegen Slobodan Milošević.

## Levensloop
May studeerde rechten aan het Selwyn College dat deel uitmaakt van de Universiteit van Cambridge en slaagde hier als Bachelor of Arts en Bachelor of Laws.
Hij werd in 1965 toegelaten tot de balie en na een loopbaan als advocaat en officier van justitie werd hij in 1987 benoemd tot rechter van het Crown Court, dat in Engeland en Wales de beroepszaken behandelt van de strafzaken die afkomstig zijn van de rechtbanken van eerste aanleg.
Naast zijn werk als jurist, ambieerde May een politieke loonbaan en kandideerde hij zich in 1970 voor de Labour Party in het kiesdistrict van Zuid-Dorset en in 1979 in het kiesdistrict Finchley waarbij hij het opnam tegen Margaret Thatcher die hiermee haar eerste winst behaalde op weg naar de landelijke verkiezingen waaruit ze naar voren kwam als premier. In de tussenliggende periode was hij gemeenteraadslid in de City of Westminster.
May werkte mee aan de publicatie van verschillende boeken, schreef een aantal artikelen en bracht in 1986 het boek Criminal Evidence uit dat verschillende malen werd herdrukt. Daarnaast was hij gastspreker voor verschillende instellingen en genootschappen, voornamelijk op het gebied van strafrecht. In 1998 gaf hij een lezing voor het Nederlandse Ministerie van Buitenlandse Zaken.
In 1997 werd hij benoemd tot rechter van het Joegoslaviëtribunaal in Den Haag. Hier was hij onder meer voorzittend rechter in de zaak tegen Slobodan Milošević, door The Guardian ook wel de belangrijkste rechtszaak in oorlogsmisdaden genoemd sinds de processen van Neurenberg. In deze functie trad hij in februari 2004 terug om gezondheidsredenen. In juni van dat jaar werd hij nog tot ridder geslagen en erkend met de aanspreektitel Sir. Enkele weken later overleed hij aan een hersentumor in zijn huis in Oxfordshire.